# 千呂露川

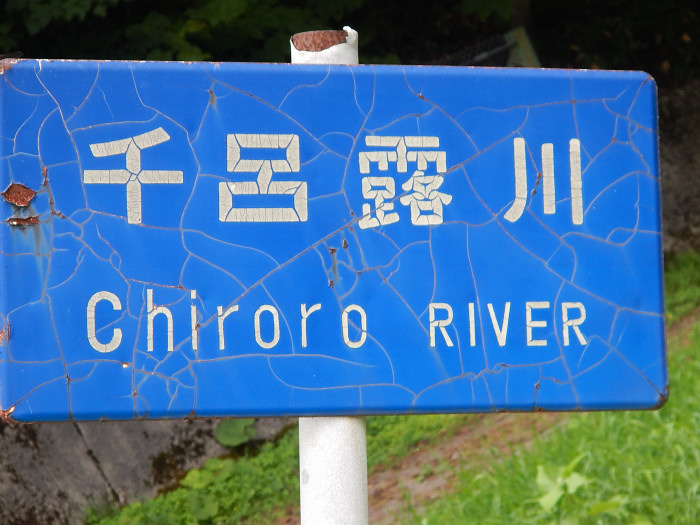
千本橋的千呂露川河川標誌

千呂露川（日语：／）是位於日本北海道日高地區匯入沙流川的一條河川。其流域上游區域被劃為日高山脈襟裳國定公園。

## 地理
千呂露川發源於北海道沙流郡日高町的日高山脈千呂露岳、與二岐澤合流後在國道274號（千榮地區）附近匯入沙流川。

## 名稱由來
河川名稱源自阿依努語的"cir-oro"（鳥類的地方），也有認為是源自"kiroro"（爽快的）。

## 水利設施
在支流二岐澤建造了北海盜電力的取水壩，其為日高電源一貫開發計畫的一環，為此挖掘了從パンケヌーシ川經由額平川至新冠川水系奥新冠發電廠的引水道。

## 經過的的行政區劃
北海道
日高振興局沙流郡日高町

## 主要支流
括號內為流域內的行政區
- 二岐澤（日高町）
- シネップナイ澤（日高町）
- トメチニ澤（日高町）
- 春別澤川（日高町）
- ペンケユクトラシナイ川（日高町）
- パンケユクトラシナイ川（日高町）
- カシコトンナイ川（日高町）
- 雲知來內澤川（日高町）
- 幌內澤川（日高町）

## 主要橋梁
- 文月橋：千呂露林道
- 水無月橋：千呂露林道
- 皐月橋：千呂露林道
- 彌生橋：千呂露林道
- 如月橋：千呂露林道
- 春別橋
- 千本橋